# (12341) Calevoet
(12341) Calevoet ist ein Asteroid des inneren Hauptgürtels, der am 8. Juli 1994 von dem belgischen Astronomen Eric Walter Elst am Schmidt-Teleskop des französischen Observatoire de Calern bei Grasse (IAU-Code 010) entdeckt wurde.
Der Asteroid gehört zur Nysa-Gruppe, einer nach (44) Nysa benannten Gruppe von Asteroiden (auch Hertha-Familie genannt, nach (135) Hertha). Die zeitlosen (nichtoskulierenden) Bahnelemente von (12341) Calevoet sind fast identisch mit denjenigen der beiden kleineren, wenn man von der Absoluten Helligkeit von 17,4 und 17,8 gegenüber 14,9 ausgeht, Asteroiden (200009) 2007 LW4 und (388103) 2005 UL305.
(12341) Calevoet wurde am 20. November 2002 nach Calevoet benannt, einem südwestlichen Ortsteil der belgischen Gemeinde Uccle/Ukkel.